# Jevgenij Salias de Turnemir

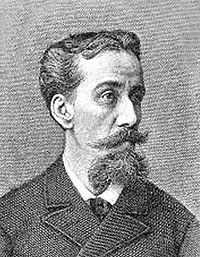

Jevgenij Andrejevitj Salias de Turnemir (ryska: Евгений Андреевич Салиас-де-Турнемир), född 25 april (gamla stilen: 13 april) 1840 i Moskva, död där 18 december (gamla stilen: 5 december) 1908, var en rysk greve och författare. Han var son till Jevgenija Tur.
Salias de Turnemir blev 1876 rysk medborgare (fadern var fransman) och redaktör av "Peterburgskija Vjedomosti", utgav tidskriften "Poljarnaja Zvjezda" (Polstjärnan; 1881), var en tid chef för kejserliga teatrarna i Moskva och fick anställning vid hovministeriets arkiv. Han skrev många historiska romaner, med början 1874 med Pugatjevtsy, klart influerad av Lev Tolstoj Krig och fred. Även hans senare verk behandlar huvudsakligen rysk historia och utmärks av stark kolorit och livlig framställning, men saknar psykologiskt djup och historisk trohet. Hans samlade verk utkom 1894–1903 i 29 delar.